# 키메라 (고생물학)
고생물학에서 키메라(chimera)는 동물의 단일 종 또는 속 이상으로부터 온 요소로 복원된 화석을 뜻한다.

## 고생물학 키메라
- Brontosaurus
- Lametasaurus
- Palaeosaurus
- Protoavis
- Ultrasauros